# Mikael Larsson
Tomas Mikael Larsson (Årsunda, 19 de mayo de 1971) es un deportista sueco que compitió en tiro con arco, en la modalidad de arco recurvo. Su hermana Karin compitió en el mismo deporte.
Ganó una medalla de plata en el Campeonato Mundial de Tiro con Arco al Aire Libre de 2003 y una medalla de oro en el Campeonato Europeo de Tiro con Arco en Sala de 1996. Participó en los Juegos Olímpicos de Atlanta 1996, ocupando el sexto lugar en la prueba de equipo.

## Palmarés internacional
| Campeonato Mundial al Aire Libre | Campeonato Mundial al Aire Libre | Campeonato Mundial al Aire Libre | Campeonato Mundial al Aire Libre |
| Año                              | Lugar                            | Medalla                          | Prueba                           |
| -------------------------------- | -------------------------------- | -------------------------------- | -------------------------------- |
| 2003                             | Nueva York (Estados Unidos)      | Medalla de plata                 | Equipo                           |
| Campeonato Europeo en Sala       |                                  |                                  |                                  |
| Año                              | Lugar                            | Medalla                          | Prueba                           |
| 1996                             | Mol (Bélgica)                    | Medalla de oro                   | Equipo                           |